# Wikipedia in danese
La Wikipedia in danese (Dansk Wikipedia), spesso abbreviata in da.wikipedia, da.wiki o da-wiki, è l'edizione in lingua danese dell'enciclopedia online Wikipedia. Tale edizione ebbe inizio ufficialmente il 1º febbraio 2002

## Statistiche
La Wikipedia in danese ha 307 353 voci, 965 102 pagine, 508 339 utenti registrati di cui 2 075 attivi, 26 amministratori e una "profondità" (depth) di 57 (al 21 marzo 2025).
È la 39ª Wikipedia per numero di voci ma, come "profondità", è la 31ª fra quelle con più di 100.000 voci (al 14 ottobre 2024).

## Cronologia
- 2 febbraio 2003 — supera le 1000 voci
- giugno 2003 — supera le 10.000 voci
- 30 settembre 2006 — supera le 50.000 voci
- 29 dicembre 2008 — supera le 100.000 voci ed è la 24ª Wikipedia per numero di voci
- 26 maggio 2011 — supera le 150.000 voci ed è la 25ª Wikipedia per numero di voci
- 11 giugno 2015 — supera le 200.000 voci ed è la 36ª Wikipedia per numero di voci
- 26 maggio 2024 — supera le 300.000 voci ed è la 39ª Wikipedia per numero di voci